# Offenhauser

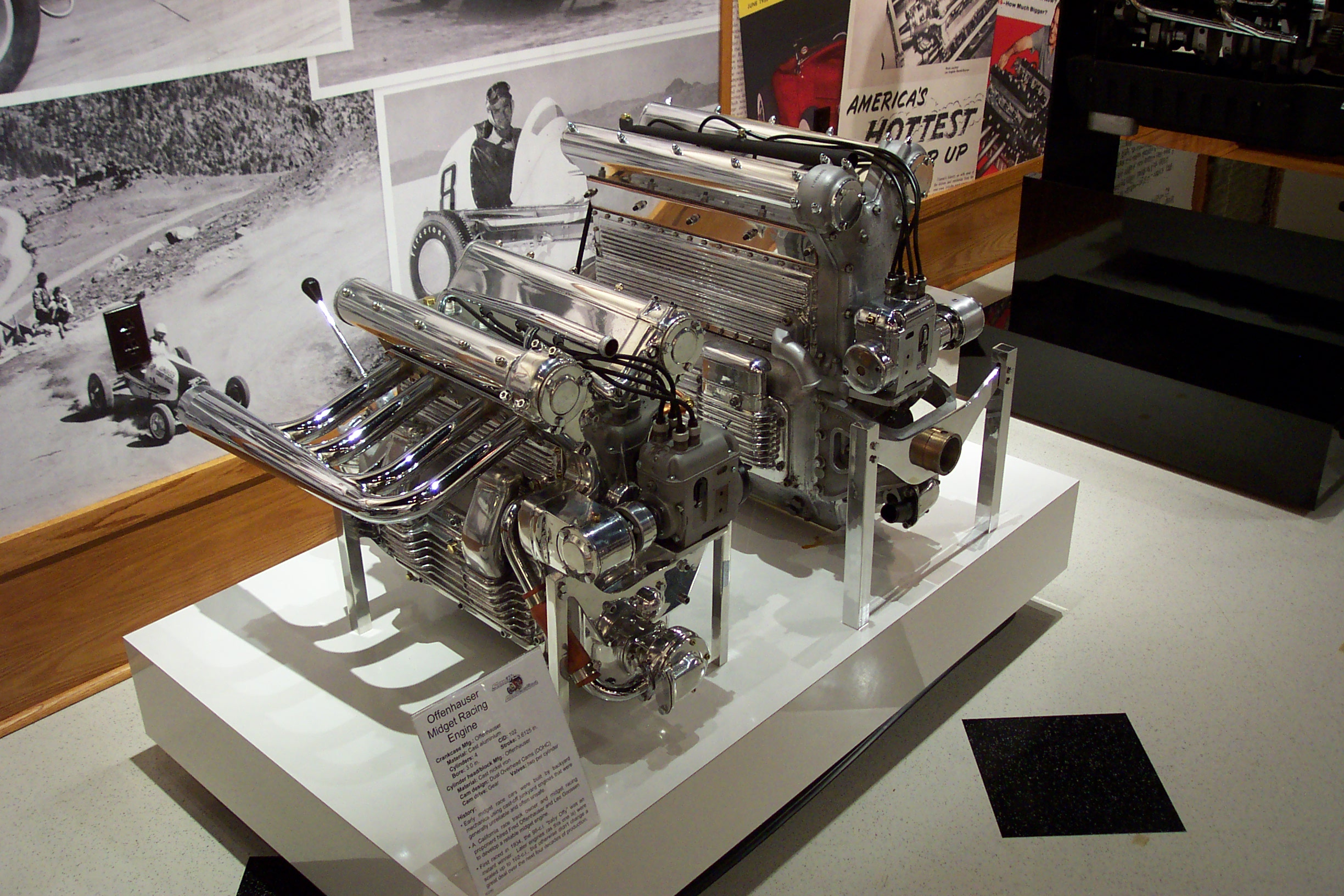
Motores de midgets fabricados por Offenhauser.

Offenhauser, conocido también por su apócope Offy, fue un fabricante estadounidense de motores de competición, que se caracterizó principalmente por sus participaciones en competiciones de monoplazas desarrolladas en los Estados Unidos entre las décadas de 1930, 1940, 1950, 1960 y 1970. Fue fundada en el año 1933 por el ingeniero Fred H. Offenhauser y se mantuvo en competición hasta el año 1983.
Su actividad se dio principalmente en la mundialmente reconocida competición de monoplazas denominada las 500 millas de Indianápolis, donde a su vez también formó parte de la historia de la Fórmula 1 durante el período de 1950 a 1960, en el que  la susodicha estaba incluida en los calendarios de la máxima categoría mundial de monoplazas.
Más allá de sus participaciones en el período de la Indy 500 como fecha del mundial de Fórmula 1, Offenhauser cosechó más triunfos a lo largo de la historia de la Indy 500, totalizando un total de 28 ediciones ganadas,  un récord aún no batido por los actuales proveedores de plantas motrices.
A pesar de haber ejercido una fuerte hegemonía entre 1935 y 1976, período durante el cual en diferentes temporadas llegaría a ser único proveedor, demostrando ser una marca casi imbatible, en sus inicios en la competición desarrolló una fuerte rivalidad con su par Miller, que dominaba las carreras de la Indy desde 1922. Asimismo, su reinado en esta competición se vería acabado en los años 1970 tras la aparición de la británica Cosworth, entre otros proveedores rivales. Su primera victoria en Indy la obtuvo el 30 de mayo de 1935 de la mano de Kelly Petillo sobre un chasis Wetteroth, mientras que su última victoria fue exactamente 41 años después, el 30 de mayo de 1976, con Johnny Rutherford al comando de un chasis McLaren.

## Historia
Offenhauser diseñaba y construía motores de competición, habiendo participado con éxito en las 500 millas de Indianápolis y en Fórmula 1, entre otros.
Los primeros diseños fueron hechos en el año 1933 y siguieron construyendo motores hasta 1983.
Su combinación con los monoplazas Kurtis Kraft fue muy efectiva, realizando un binomio muy difícil de batir y que conquistó muchos triunfos importantes, como la Indy 500 que ganaron 24 veces

## Resultados

### 500 Millas de Indianápolis
| Año  | Monoplazas | Ganador         | Segundo           | Tercero        | Pole position   | Resultados |
| ---- | ---------- | --------------- | ----------------- | -------------- | --------------- | ---------- |
| 1950 | 31         | Johnnie Parsons | Bill Holland      | Mauri Rose     | Walt Faulkner   | Resultados |
| 1951 | 32         | Lee Wallard     | Mike Nazaruk      | Manny Ayulo    |                 | Resultados |
| 1952 | 30         | Troy Ruttman    | Jim Rathmann      | Sam Hanks      | Fred Agabashian | Resultados |
| 1953 | 32         | Bill Vukovich   | Art Cross         | Sam Hanks      | Bill Vukovich   | Resultados |
| 1954 | 34         | Bill Vukovich   | Jimmy Bryan       | Jack McGrath   | Jack McGrath    | Resultados |
| 1955 | 35         | Bob Sweikert    | Tony Bettenhausen | Jimmy Davies   | Jerry Hoyt      | Resultados |
| 1956 | 32         | Pat Flaherty    | Sam Hanks         | Don Freeland   | Pat Flaherty    | Resultados |
| 1957 | 31         | Sam Hanks       | Jim Rathmann      | Jimmy Bryan    | Pat O'Connor    | Resultados |
| 1958 | 31         | Jimmy Bryan     | George Amick      | Johnny Boyd    | Dick Rathmann   | Resultados |
| 1959 | 33         | Rodger Ward     | Jim Rathmann      | Johnny Thomson | Johnny Thomson  | Resultados |
| 1960 | 33         | Jim Rathmann    | Rodger Ward       | Paul Goldsmith | Eddie Sachs     | Resultados |

En sus 11 años del Campeonato del Mundo, el motor Offenhauser asociado durante al menos una carrera con los siguientes 35 constructores:
- Adams
- Bromme
- Christensen
- Deidt
- Del Roy
- Dunn
- Eagle
- Elder
- Epperly
- Ewing
- Hall
- Kurtis Kraft
- Kuzma
- Langley
- Lesovsky
- Marchese
- Maserati
- McLaren
- Meskowski
- Moore
- Nichels
- Olson
- Pankratz
- Pawl
- Phillips
- Rae
- Schroeder
- Sherman
- Snowberger
- Stevens
- Sutton
- Trevis
- Turner
- Watson
- Wetteroth